# 华南青皮木
华南青皮木（学名：Schoepfia chinensis），为铁青树科青皮木属下的一个植物种。【别 名】：退骨王、香芙木、碎骨仔树、华青皮木、管花青皮木